# Bourse des valeurs de Valence
La  Bourse des valeurs de Valence  est une Bourse des valeurs  fondée en 1980, sous la forme d'un marché  régional d'actions et d'obligations, situé à Valence, dans l'est de l'Espagne.

## Histoire
La Bourse de Valence a été fondée  en 1980 et regroupe 12 institutions  financières et 2 courtiers. Au 31 décembre 2001, approximativement 593 sociétés y sont cotées pour une capitalisation de 470 milliards d'euros.
En 2002, la Bourse de Valence a été intégrée au groupe Bolsas y Mercados Españoles (BME), qui englobe aussi la Bourse de Barcelone, la Bourse de Bilbao et la Bourse de Madrid. Le 14 juillet 2006, BME est entrée en bourse avec une capitalisation de près de 25 milliards d'euros.